# Windsurf Junior World Cup 2018
In der Saison 2018 des Windsurf World Cups wurde erstmals eine gesamte Serie von Events im Jugendbereich veranstaltet. Der Windsurf Junior World Cup begann mit dem Wave World Cup in Almerimar (Spanien) vom 2. bis 5. Januar 2018 und endete mit dem Wave World Cup in El Médano (Spanien) vom 5. bis 11. August 2018.

## World Cup Wertungen

### Wave

#### Wave (U20)
| Rang | Name               | Land        | Punkte |
| ---- | ------------------ | ----------- | ------ |
| 01   | Miguel Chapuis     | Spanien     | 29.350 |
| 02   | Valentino Pasquale | Spanien     | 19.700 |
| 03   | Adam Warchol       | Polen       | 19.600 |
| 04   | Baptiste Cloarec   | Frankreich  | 19.150 |
| 05   | Takara Ishii       | Japan       | 19.000 |
| 05   | Laurin Schmuth     | Deutschland | 19.000 |

| Rang | Name               | Land        | Punkte |
| ---- | ------------------ | ----------- | ------ |
| 01   | Tessa van der Meer | Spanien     | 29.800 |
| 02   | Nikki van der Meer | Spanien     | 29.400 |
| 03   | Regina Villegas    | Spanien     | 19.500 |
| 04   | Alexa Escherich    | Deutschland | 10.000 |
| 04   | Julia Pasquale     | Spanien     | 10.000 |

#### Wave (U17)
| Rang | Name                | Land       | Punkte |
| ---- | ------------------- | ---------- | ------ |
| 01   | Marino Gil          | Spanien    | 29.800 |
| 02   | Jose Canasova Perez | Spanien    | 29.350 |
| 03   | Takuma Sugi         | Japan      | 19.800 |
| 04   | Titouan Flechet     | Frankreich | 19.350 |
| 05   | Friedl Morales      | Spanien    | 19.206 |

| Rang | Name                   | Land        | Punkte |
| ---- | ---------------------- | ----------- | ------ |
| 01   | Mar de Arce            | Spanien     | 29.600 |
| 02   | Alexia Kiefer Quintana | Deutschland | 19.900 |
| 02   | Julia Pasquale         | Spanien     | 19.900 |
| 04   | Elena Cantón           | Spanien     | 9.900  |
| 05   | Sara Coll              | Spanien     | 9.800  |

#### Wave (U15)
| Rang | Name             | Land        | Punkte |
| ---- | ---------------- | ----------- | ------ |
| 01   | Lennart Neubauer | Deutschland | 20.000 |
| 02   | Miguel Casanova  | Spanien     | 19.400 |
| 03   | Liam Dunkerbeck  | Spanien     | 9.900  |
| 03   | Nicolo Spanu     | Italien     | 9.900  |
| 05   | Jahdan Tyger     | Brasilien   | 9.800  |

| Rang | Name                   | Land        | Punkte |
| ---- | ---------------------- | ----------- | ------ |
| 01   | Maria Morales          | Spanien     | 29.700 |
| 02   | Alexia Kiefer Quintana | Deutschland | 20.000 |
| 03   | Elena Cantón           | Spanien     | 9.800  |
| 03   | Isabel Triviño Delgado | Spanien     | 9.800  |
| 03   | Ines ?                 | ?           | 9.800  |

#### Wave (U13)
| Rang | Name                   | Land        | Punkte |
| ---- | ---------------------- | ----------- | ------ |
| 01   | Tobias Bjørna Andersen | Dänemark    | 30.000 |
| 02   | Carlos Kiefer Quintana | Deutschland | 19.700 |
| 03   | Pepe Krause            | Deutschland | 9.900  |
| 03   | Miguel Mirón           | Spanien     | 9.900  |
| 05   | Giulio Gasperini       | Italien     | 9.700  |

### Freestyle

#### Freestyle (U20)
| Rang | Name                   | Land        | Punkte |
| ---- | ---------------------- | ----------- | ------ |
| 01   | Eugenio Marconi        | Italien     | 10.000 |
| 02   | Lucas Nebelung         | Deutschland | 9.900  |
| 03   | Kango Iketeru          | Japan       | 9.800  |
| 04   | Ilay Bamnolker         | Israel      | 9.700  |
| 05   | Maksymilian Lesniewski | Polen       | 9.700  |

#### Freestyle (U17)
| Rang | Name           | Land          | Punkte |
| ---- | -------------- | ------------- | ------ |
| 01   | Corto Dumond   | Neukaledonien | 10.000 |
| 02   | Lucas Nebelung | Deutschland   | 9.900  |
| 03   | Takuma Sugi    | Japan         | 9.800  |
| 04   | Stefan de Bell | Curaçao       | 9.700  |

#### Freestyle (U15)
| Rang | Name             | Land        | Punkte |
| ---- | ---------------- | ----------- | ------ |
| 01   | Lennart Neubauer | Deutschland | 10.000 |
| 02   | Val Eržen        | Slowenien   | 9.900  |

#### Freestyle (U13)
| Rang | Name       | Land      | Punkte |
| ---- | ---------- | --------- | ------ |
| 01   | Val Eržen  | Slowenien | 10.000 |
| 02   | Lina Eržen | Slowenien | 9.900  |

## Podestplatzierungen Männer

### Wave

#### Wave (U20)
| Datum                   | Ort            | 1. Platz       | 2. Platz           | 3. Platz           |
| ----------------------- | -------------- | -------------- | ------------------ | ------------------ |
| 02.01.2018 – 05.01.2018 | Almerimar      | Henri Kolberg  | Miguel Chapuis     | Julien Flechet     |
| 15.07.2018 – 21.07.2018 | Pozo Izquierdo | Miguel Chapuis | Adam Warchol       | Valentino Pasquale |
| 05.08.2018 – 11.08.2018 | El Médano      | Noah Vocker    | Valentino Pasquale | Baptiste Cloarec   |

#### Wave (U17)
| Datum                   | Ort            | 1. Platz            | 2. Platz     | 3. Platz            |
| ----------------------- | -------------- | ------------------- | ------------ | ------------------- |
| 02.01.2018 – 05.01.2018 | Almerimar      | Jose Canasova Perez | Marino Gil   | Titouan Flechet     |
| 15.07.2018 – 21.07.2018 | Pozo Izquierdo | Marino Gil          | Corto Dumond | Takuma Sugi         |
| 05.08.2018 – 11.08.2018 | El Médano      | Takuma Sugi         | Marino Gil   | Jose Canasova Perez |

#### Wave (U15)
| Datum                   | Ort            | 1. Platz         | 2. Platz        | 3. Platz        |
| ----------------------- | -------------- | ---------------- | --------------- | --------------- |
| 02.01.2018 – 05.01.2018 | Almerimar      | Lennart Neubauer | Nicolo Spanu    | Miguel Casanova |
| 15.07.2018 – 21.07.2018 | Pozo Izquierdo | Lennart Neubauer | Liam Dunkerbeck | Jahdan Tyger    |

#### Wave (U13)
| Datum                   | Ort            | 1. Platz               | 2. Platz               | 3. Platz               |
| ----------------------- | -------------- | ---------------------- | ---------------------- | ---------------------- |
| 02.01.2018 – 05.01.2018 | Almerimar      | Tobias Bjørna Andersen | Miguel Mirón           | na                     |
| 15.07.2018 – 21.07.2018 | Pozo Izquierdo | Tobias Bjørna Andersen | Pepe Krause            | Carlos Kiefer Quintana |
| 05.08.2018 – 11.08.2018 | El Médano      | Tobias Bjørna Andersen | Carlos Kiefer Quintana | na                     |

### Freestyle

#### Freestyle (U20)
| Datum                   | Ort         | 1. Platz        | 2. Platz       | 3. Platz      |
| ----------------------- | ----------- | --------------- | -------------- | ------------- |
| 26.07.2018 – 04.08.2018 | Costa Calma | Eugenio Marconi | Lucas Nebelung | Kango Iketeru |

#### Freestyle (U17)
| Datum                   | Ort         | 1. Platz     | 2. Platz         | 3. Platz    |
| ----------------------- | ----------- | ------------ | ---------------- | ----------- |
| 26.07.2018 – 04.08.2018 | Costa Calma | Curto Dumond | Lennart Neubauer | Takuma Sugi |

#### Freestyle (U15)
| Datum                   | Ort         | 1. Platz         | 2. Platz  | 3. Platz |
| ----------------------- | ----------- | ---------------- | --------- | -------- |
| 26.07.2018 – 04.08.2018 | Costa Calma | Lennart Neubauer | Val Eržen | na       |

#### Freestyle (U13)
| Datum                   | Ort         | 1. Platz  | 2. Platz   | 3. Platz |
| ----------------------- | ----------- | --------- | ---------- | -------- |
| 26.07.2018 – 04.08.2018 | Costa Calma | Val Eržen | Lina Eržen | na       |

## Podestplatzierungen Frauen

### Wave

#### Wave (U20)
| Datum                   | Ort            | 1. Platz           | 2. Platz           | 3. Platz           |
| ----------------------- | -------------- | ------------------ | ------------------ | ------------------ |
| 02.01.2018 – 05.01.2018 | Almerimar      | Tessa van der Meer | Nikki van der Meer | Regina Villegas    |
| 15.07.2018 – 21.07.2018 | Pozo Izquierdo | Alexa Escherich    | Tessa van der Meer | Nikki van der Meer |
| 05.08.2018 – 11.08.2018 | El Médano      | Julia Pasquale     | Tessa van der Meer | Corline Foveau     |

#### Wave (U17)
| Datum                   | Ort            | 1. Platz               | 2. Platz               | 3. Platz    |
| ----------------------- | -------------- | ---------------------- | ---------------------- | ----------- |
| 02.01.2018 – 05.01.2018 | Almerimar      | Mar de Arce            | Elena Cantón           | Sara Coll   |
| 15.07.2018 – 21.07.2018 | Pozo Izquierdo | Alexia Kiefer Quintana | Julia Pasquale         | Mar de Arce |
| 05.08.2018 – 11.08.2018 | El Médano      | Julia Pasquale         | Alexia Kiefer Quintana | Mar de Arce |

#### Wave (U15)
| Datum                   | Ort            | 1. Platz               | 2. Platz      | 3. Platz               |
| ----------------------- | -------------- | ---------------------- | ------------- | ---------------------- |
| 02.01.2018 – 05.01.2018 | Almerimar      | María Morales          | Elena Cantón  | Sara Coll              |
| 15.07.2018 – 21.07.2018 | Pozo Izquierdo | Alexia Kiefer Quintana | María Morales | Isabel Triviño Delgado |
| 05.08.2018 – 11.08.2018 | El Médano      | Alexia Kiefer Quintana | María Morales | ? Ines ?               |